# Sean Davis
Sean Davis (Londra, 20 settembre 1979) è un ex calciatore inglese, di ruolo centrocampista.

## Carriera

### Club
Inizia la sua carriera nel Fulham, dove dopo essere cresciuto nelle giovanili fa l'esordio in prima squadra a 17 anni e 25 giorni nel 1996.
Nella stagione 2004-2005 passa al Tottenham Hotspur dove rimane solamente per una stagione e mezzo; infatti nel gennaio 2006 passa al Portsmouth nel trasferimento che vede coinvolti anche i compagni di squadra Pedro Mendes e Noe Pamarot.
Il 30 giugno 2009 a contratto scaduto firma un triennale con il Bolton.

### Nazionale
Ha partecipato agli Europei Under-21 del 2002.

## Palmarès

### Club

#### Competizioni nazionali
- Coppa d'Inghilterra: 1

Portsmouth: 2007-2008
- Campionato inglese di seconda divisione: 1

Fulham: 2000-2001

#### Competizioni internazionali
- Coppa Intertoto UEFA: 1

Fulham: 2001